# Elisabeth Grimling

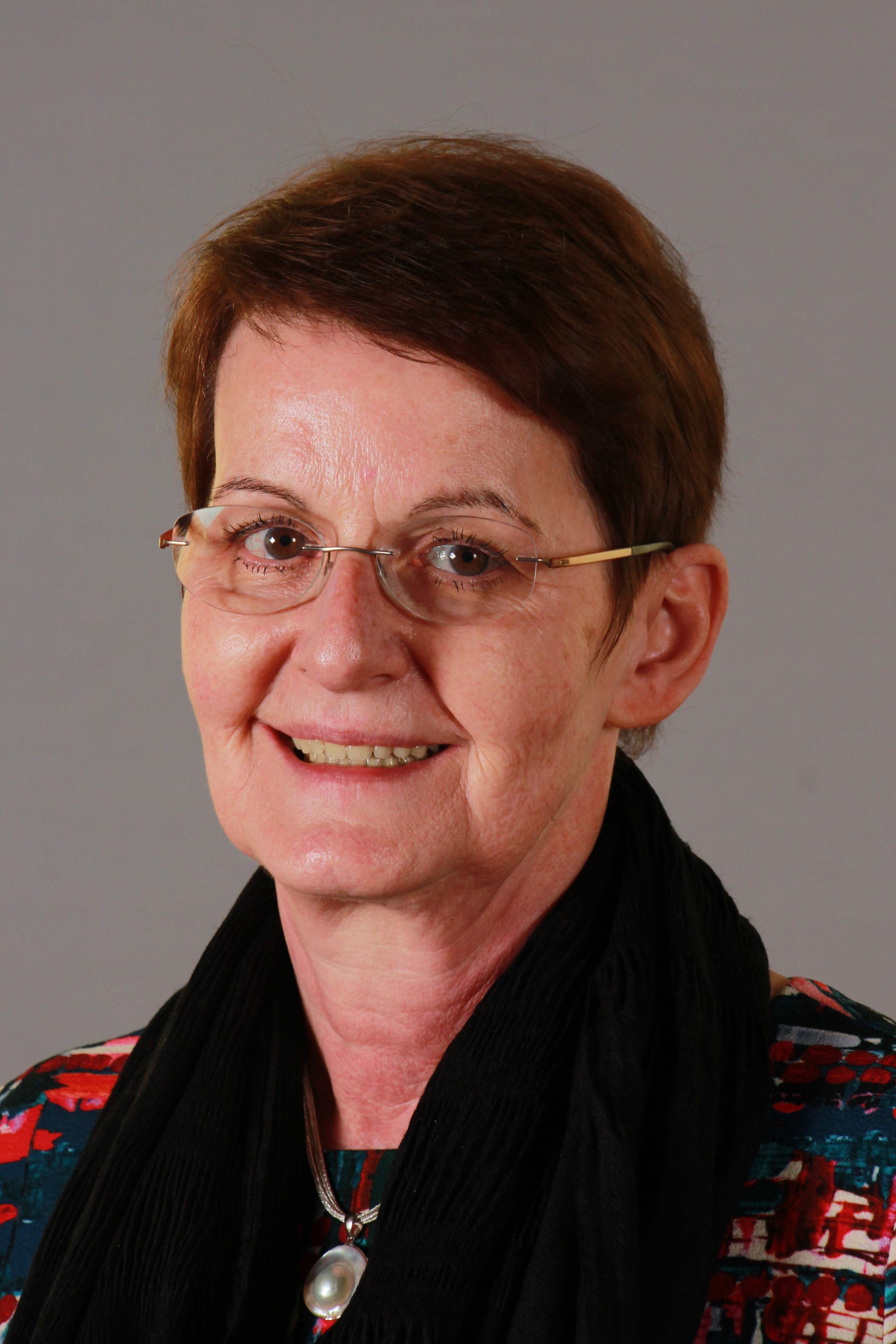
Elisabeth Grimling (2017)

Elisabeth Grimling (* 17. März 1952 in Wien) ist eine österreichische Politikerin (SPÖ) und Bundesbeamtin. Sie war von 2008 bis Juni 2025 Mitglied des österreichischen Bundesrates. 

## Ausbildung und Beruf
Grimling besuchte von 1958 bis 1962 die Volksschule und danach zwischen 1962 und 1966 die Hauptschule. Im Anschluss bildete sie sich von 1966 bis 1968 an einer Hauswirtschaftsschule weiter und besuchte von 1968 bis 1970 eine kaufmännische Berufsschule. 1970 trat sie in den Dienst des Stadtschulrates für Wien, wobei sie 1972 die B-Matura ablegte. Sie arbeitete bis 1978 für den Wiener Stadtschulrat und wechselte in diesem Jahr in das Bundesministerium für Unterricht, Kunst und Kultur. Sie war in der Folge in Sektion II für das Berufsbildende Schulwesen eingesetzt und wurde 1995 zur Referatsleiterin dieses Bereichs befördert. 1997 erfolgte ihr Aufstieg zur Amtsdirektorin, 2004 wurde sie zur Regierungsrätin ernannt. 

## Politik und Funktionen
Elisabeth Grimling  wurde 1995 zur Vorsitzenden-Stellvertreterin im Dienststellenausschuss gewählt und übernahm 1997 die Funktion der Vorsitzenden-Stellvertreterin im Zentralausschuss des BMUKK - Verwaltung. Noch im selben Jahr wurde sie zur Vorsitzenden der Fraktion Sozialdemokratischer GewerkschafterInnen in der Bundesvertretung 3 - Unterrichtsverwaltung gewählt. Lokalpolitisch engagiert sich Grimling in der Bezirksorganisation Brigittenau der SPÖ-Wien, wobei sie dort im Jahr 2005 zur Bezirksfrauenvorsitzenden der SPÖ-Brigittenau gewählt wurde und 2005 auch die Funktion der Bezirksparteivorsitzender-Stellvertreterin der SPÖ-Brigittenau übernahm. Sie wurde am 23. Jänner 2008 als Mitglied des Österreichischen Bundesrates vereidigt und wurde 2011 zur stellvertretenden Ausschussvorsitzenden im Ausschuss für Unterricht, Kunst und Kultur gewählt. Zudem ist Grimling Schriftführerin im Ausschuss für Wissenschaft und Forschung sowie Mitglied im Ausschuss für Bürgerrechte und Petitionen und Mitglied im Geschäftsordnungsausschuss.
Grimling bezeichnet die Integrationspolitik, den Bereich Unterricht, Kunst und Kultur sowie die Wissenschaft als ihre politischen Schwerpunkte. 

## Auszeichnungen (Auswahl)
- 2023: Goldenes Ehrenzeichen für Verdienste um das Land Wien[1]

## Privates
Grimling ist verheiratet.